# 文友舎
株式会社文友舎（ぶんゆうしゃ）は、ぶんか社グループで情報雑誌事業を行う日本の出版社。
2019年7月1日にぶんか社から趣味・情報関連コンテンツ出版事業を継承して事業を開始した。
2022年6月30日に株式会社楽楽出版から写真芸能コンテンツ出版事業を継承した。
2025年1月6日に、新設分割により『la farfa』のメディア運営、モデルマネジメント等の事業を分割し、株式会社la farfaを設立し全株式を元従業員へ売却

## 雑誌

### カー＆バイク誌
- レッツゴー4WD（編集：新アポロ出版・毎月6日発売） ※4WD・SUV専門誌
- アメ車マガジン（編集：新アポロ出版・1,4,8,11月の16日発売） ※アメリカ車専門誌
- カワサキバイクマガジン（編集：新アポロ出版・偶数月1日発売） ※カワサキ車専門誌

### 休刊
- ザ・マイカー（編集：GOOD SPEED・2019年 - 2020年8月号）
- GERMAN CARS（編集：新アポロ出版・2019年 - 2024年3月号） ※ドイツ車専門誌
- JELLY（2019年 - 2024年[7]）※2025年に（株）リアレーションへ譲渡[8]
  - Gina（2019年 - 2023年）
- la farfa（2019年 - 2024年[9]）※2025年に（株）la farfaへ譲渡
- エキサイティングマックス!（EX MAX!）（2022年 - 2024年）
  - エキサイティングマックス!スペシャル（EX MAX! Special）

## ムック
- Chu→boh
- Suku→boh
- 4WD・SUVパーツガイド（編集：新アポロ出版）

## WEBメディア
- 4WD・SUVパーツガイド
  - LETS GO 4WD WEB